# Cao, Nghi Tân
Cao (chữ Hán giản thể: 高县, Hán Việt: Cao huyện) là một huyện của địa cấp thị Nghi Tân, tỉnh Tứ Xuyên, Cộng hòa Nhân dân Trung Hoa. Huyện Cao giáp Trùng Khánh. Huyện này có diện tích 1321 km2. Dân số 500.000 người, tuyệt đại đa số là người Hán, sống chủ yếu là nông nghiệp. Địa hình theo hướng đông-tây hẹp, nam-bắc dài. Đây là huyện có địa hình chủ yếu đồi núi.

## Hành chính
Huyện này được chia ra thành các đơn vị hành chính gồm 19 trấn và hương:
- Trấn: Văn Giang (文江), Gia Lạc (嘉樂), La Trường (羅場), Tiêu Thôn (慶符), Khánh Phù (慶符), Khả Cửu (可久), Lai Phục (來覆), Đại Oa (大窩), Sa Hà (沙河), Phục Hưng (覆興), Nguyệt Giang (月江), Thắng Thiên (勝天).
- Hương: Toản Than (趲灘), Lạc Nhuận (落潤), Dương Điền (羊田), Tứ Kiệt (四烈), Oanh Khê (瀠溪), Khánh Lĩnh (慶嶺), Song Hà (雙河).
- Hương cũ: Đằng Long, Bạch Miếu, Nhân Ái, Phiên Thân, Cổ Thôn.